# Liste der denkmalgeschützten Objekte in Líský
Grundlage dieser Liste der denkmalgeschützten Objekte in Líský ist die ÚSKP-Liste (Ústřední seznam kulturních památek České republiky, deutsch Zentrale Liste der Kulturdenkmäler der Tschechischen Republik), die von der tschechischen Denkmalschutzbehörde NPÚ (Národní památkový ústav, deutsch Nationale Denkmalbehörde) seit 1987 geführt wird und an die seit dem Jahr 1850 geschaffenen Listen anschließt.

## Denkmalgeschützte Objekte nach Ortsteilen
| Lage                                 | Objekt           | Beschreibung | ÚSKP-Nr.                 | Bild             |
| ------------------------------------ | ---------------- | --- | ------------------------ | ---------------- |
| Líský, nördlich des Ortes (Standort) | Kapelle Královka | Spätbarocke kleine Nischenkapelle, die auf einem rechteckigen Grundriss mit einem halbrunden Giebel errichtet wurde. Das Gebäude steht über einem Brunnen, der mit der Literatur von Václav Beneš Třebízský verbunden ist. | 17760/2-547 Info Katalog | Kapelle Královka |